# シェーンアイヘ/リューダースドルフ軌道
シェーンアイヘ/リューダースドルフ軌道（シェーンアイヘリューダースドルフきどう、ドイツ語: Straßenbahn Schöneiche bei Berlin）は、ドイツの首都・ベルリン郊外のシェーンアイヘやリューダースドルフに路線を有する路面電車。2025年現在はシェーンアイヘ/リューダースドルフ軌道有限会社（Schöneicher-Rüdersdorfer Straßenbahn GmbH）による運営が行われている。

## 歴史
20世紀初頭、ベルリン東部の郊外地域が住宅地や保養地として注目される中で、各地域では公共交通機関の需要が高まっていた。その中で、現在のベルリンSバーンとなる鉄道路線から離れた場所に位置するシェーンアイヘやカルクベルケ（現：リューダースドルフ）は、鉄道路線と接続する新たな交通機関を建設する事を決定した。そして1910年8月28日、フリードリヒスハーゲン駅（Bahnhof Friedrichshagen）とシェーンアイヘを結ぶ軌間1,000 mmの鉄道が開通し、2年後の1912年にはカルクベルケへの延伸が行われた。
開通当初この路線は非電化で、ベンジンを燃料とする内燃機関車が牽引する客車列車が走行していたが、機関車の性能の悪さに加えベンジンの有毒性が起因となり、1914年に電化が行われた。また、当時シェーンアイヘまでの区間とカルクベルケへの延伸区間は別の事業者によって運営されていたが、運営に支障をきたした事から1916年に統合が行われた。

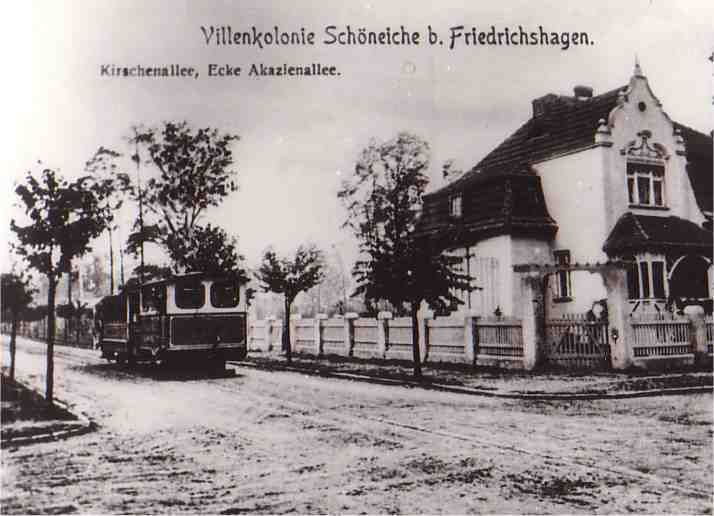
開通初期は内燃機関車が牽引する列車が運行していた（1911年撮影）

1920年代には軌間をベルリン市電と同様の軌間1,435 mmに変更する動きも起きたが実現せず、代わりに路線の複線化や新型車両の導入を始めとする輸送力の増強が行われた。また、カルクベルケ改めリューダースドルフから更に延伸する計画も立てられたが、こちらは第二次世界大戦の影響により実現せず、老朽化した橋梁の建て替えも終戦後に持ち越された。

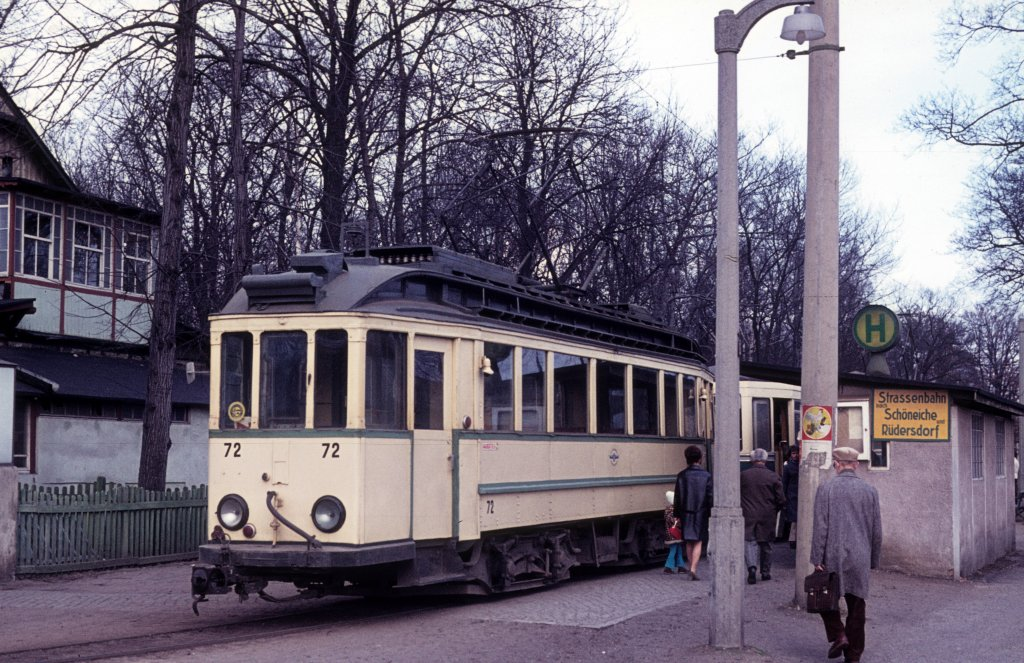
1920年代に増備されたボギー車（1973年撮影）

終戦後、東ドイツの路面電車となったシェーンアイヘ/リューダースドルフ軌道は1948年以降民間企業から公営企業による運営へと転換され、幾度かの変遷を経て1952年にはシェーンアイヘ/リューダースドルフ交通人民公社（VEB (G) Verkehrsbetriebe Schöneiche-Rüdersdorf、1956年以降「VEB (K) Verkehrsbetriebe Schöneiche-Rüdersdorf」に変更）となり1963年にはヴォルタースドルフ軌道の運営組織と統合されシェーンアイヘ/ヴォルタースドルフ人民公社（VEB (K) Schöneiche-Woltersdorf）となった。
同時期、シェーンアイヘ/リューダースドルフ軌道は車庫内で旧型車両の近代化を実施した他、東ドイツ各地の路面電車で破棄された旧型車両の部品を用いた車両（ボギー車）の生産も行われた。だが、1970年に運営組織がフランクフルト（オーダー）動力交通人民公社（VEB Kraftverkehr Frankfurt (Oder)）に統合された事でこれらの動きは中止され、以降は各都市からの譲渡を含む2軸車の導入が行われた。一方、路線については1970年代初頭にリューダースドルフに露天掘りの石灰石鉱山を建設する計画が打ち出されたのに伴い一部区間の経路が変更され、現在の全長14,1 kmの路線が完成している。

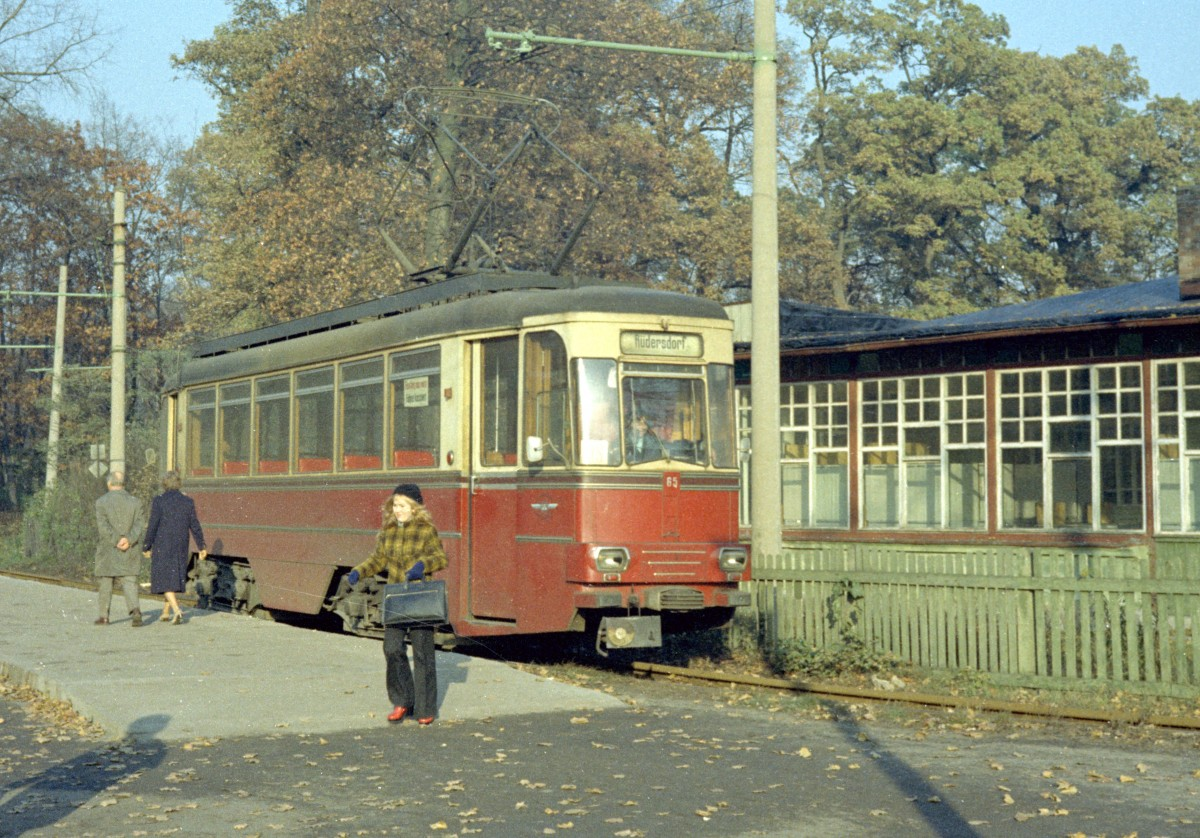
シェーンアイヘ/リューダースドルフ軌道の車庫内で製造された機器流用車（1973年撮影）
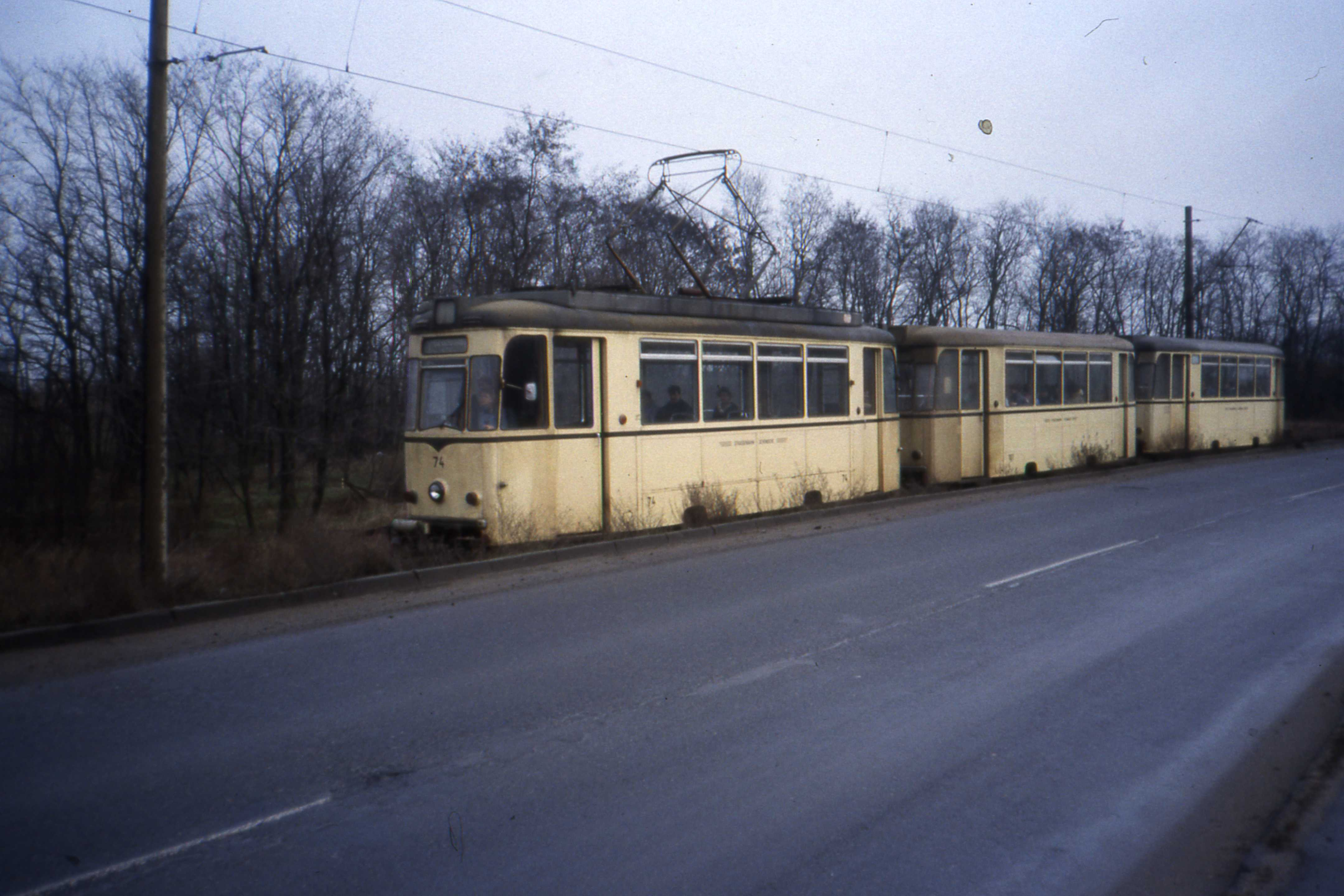
1970年代以降は2軸車の導入が行われた（1990年撮影）

その後も路面電車の運行は続いたが、前述のとおり車両の増備は随時行われた一方で線路や駅、架線といった施設の更新は実施されず、老朽化が深刻な課題となった結果廃止の検討も行われる事態となった。そのため、ドイツ再統一後の1991年に設立されたシェーンアイヘ/リューダースドルフ軌道有限会社（Schöneicher-Rüdersdorfer Straßenbahn GmbH）は老朽化した2軸車の置き換えを目的とした各都市の連接車の譲受、施設の段階的な改修といった近代化を随時行った。2000年には主要株主であった各都市からの資金調達が不透明になり、再度廃止の危機に直面したものの、2001年にコネックス・グループ（現：ヴェオリア）の子会社であるニーダーバルニマー鉄道が筆頭株主となった事で廃止は回避された。以降はさらなる近代化の一環として、他都市からの譲受を含めバリアフリーに適した超低床電車の導入が継続して行われている。

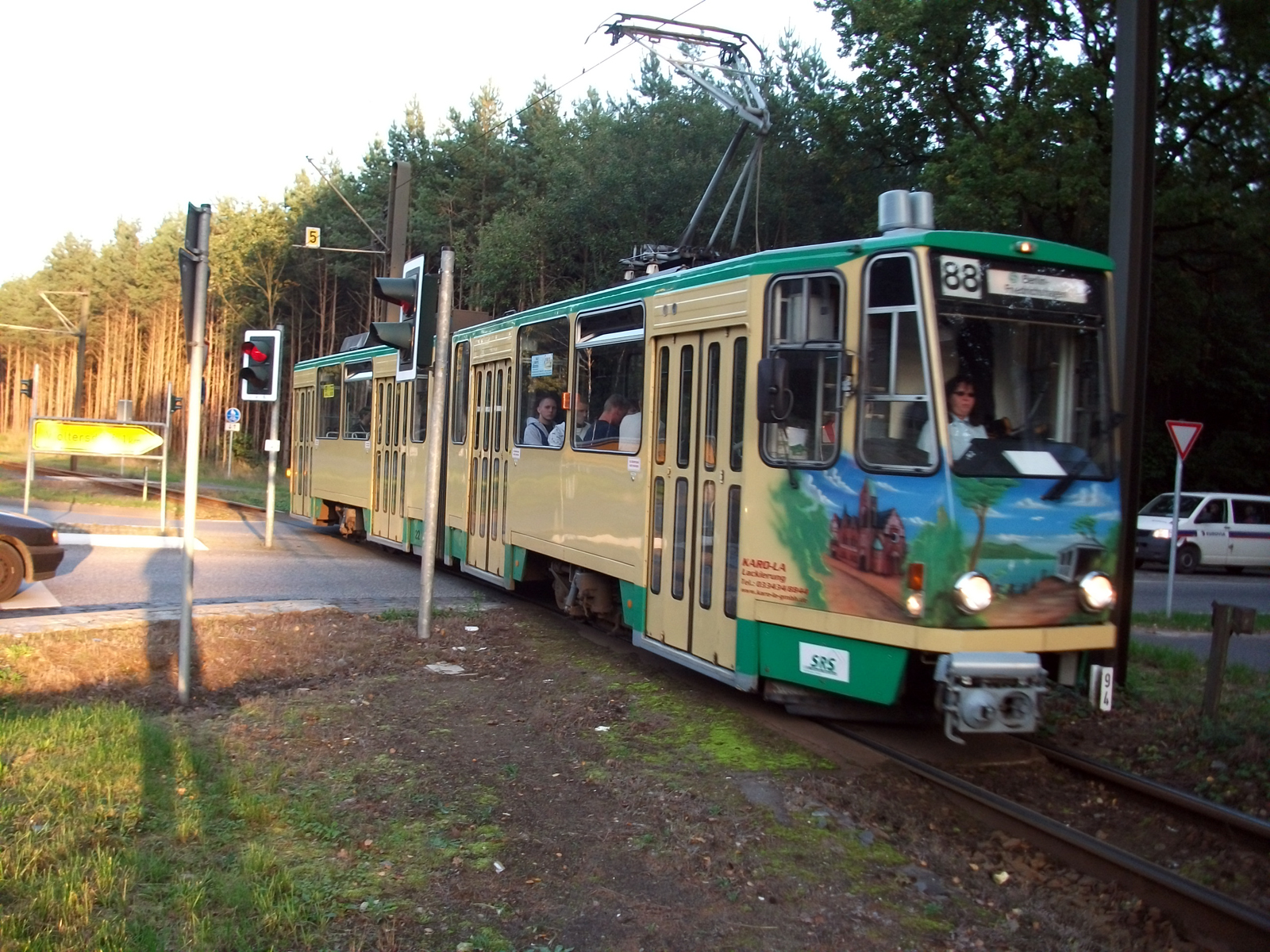
1990年代前半に他都市から譲渡された連接車・KT4（2010年撮影）
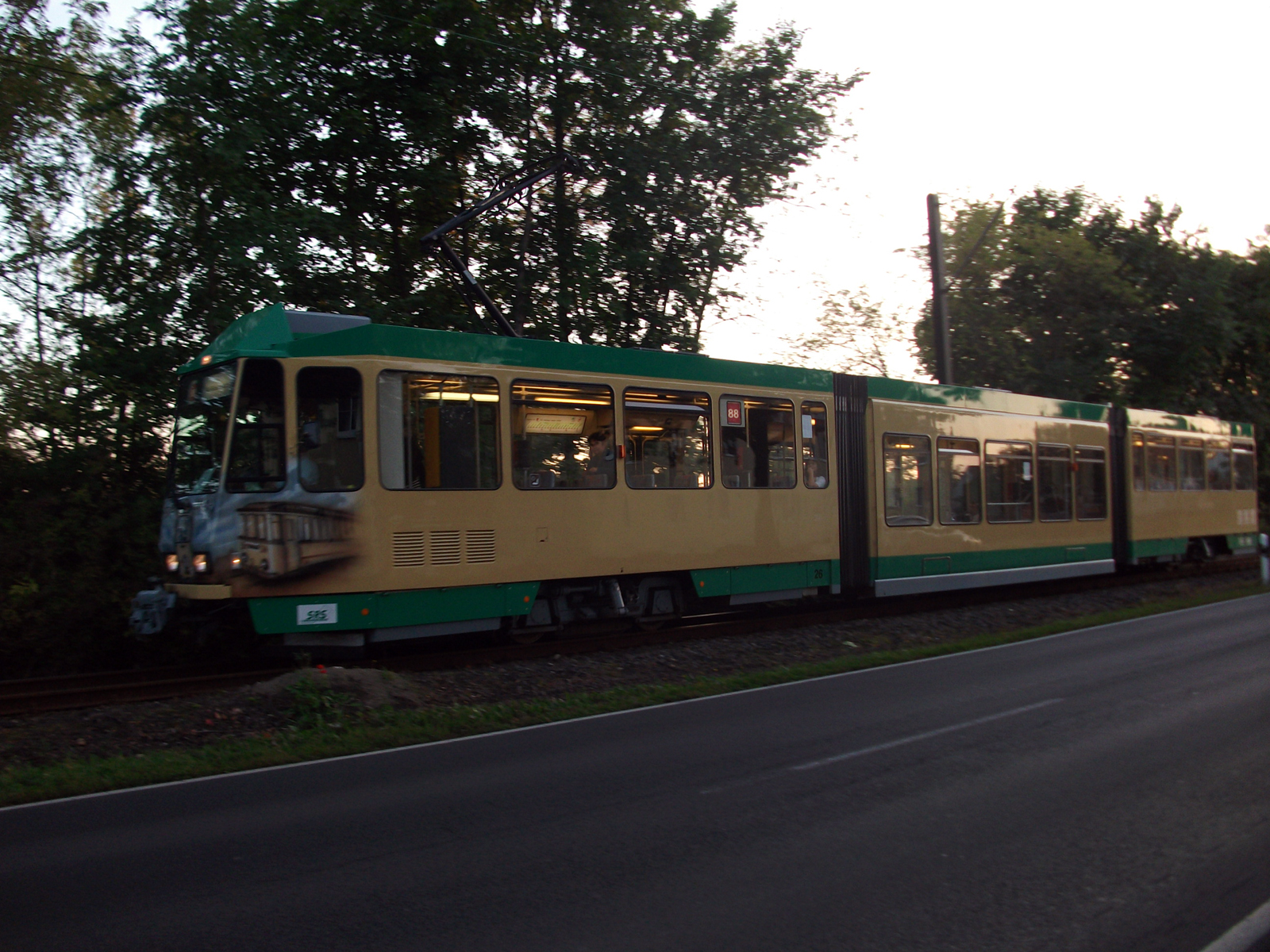
2000年代以降は低床構造を有する車両の導入が行われている（2010年撮影）

## 運用

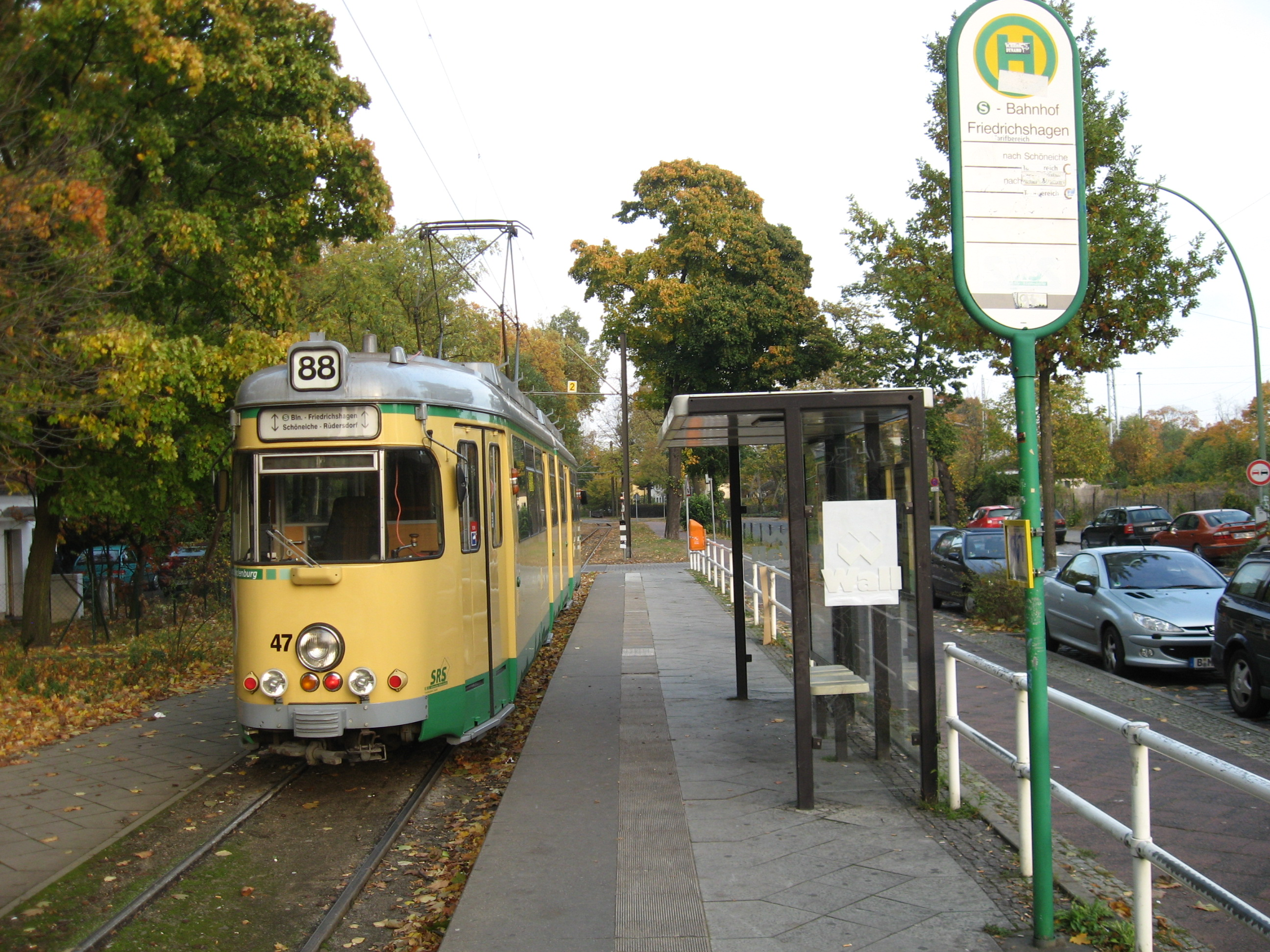
S-Bahnhof Friedrichshagen電停（2008年撮影）

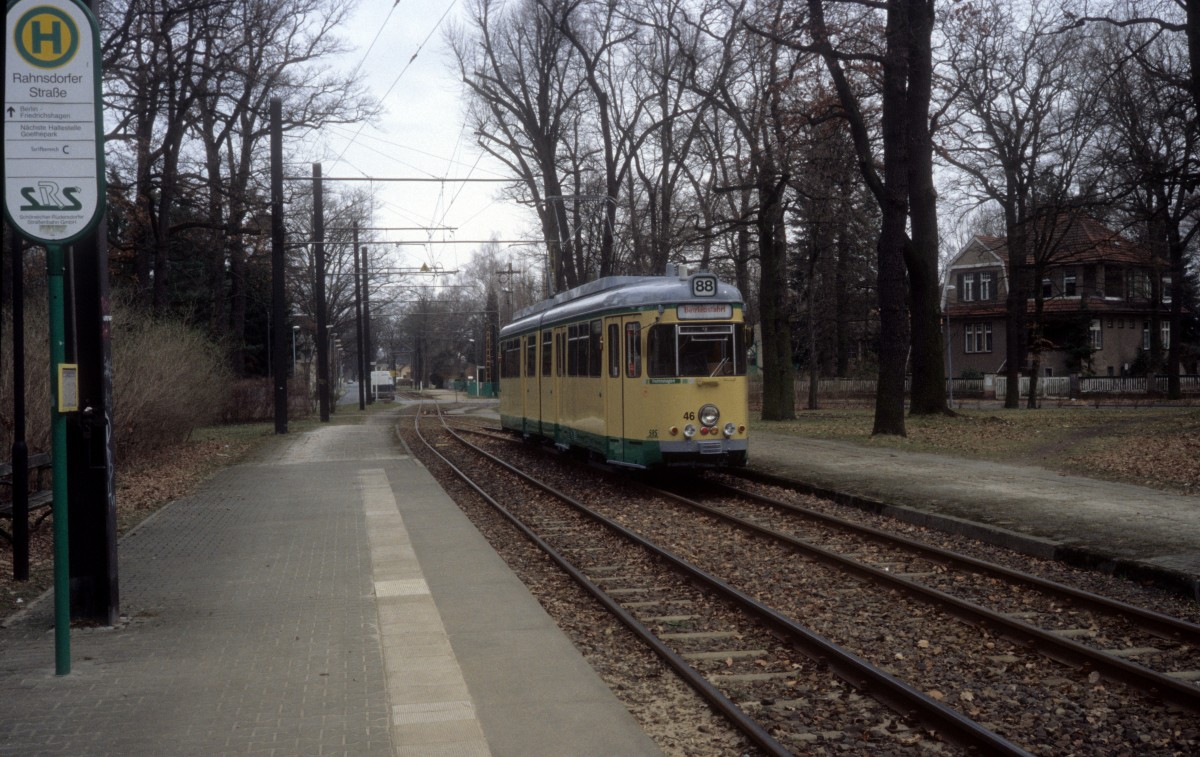
Rahnsdorfer Straße電停（2006年撮影）

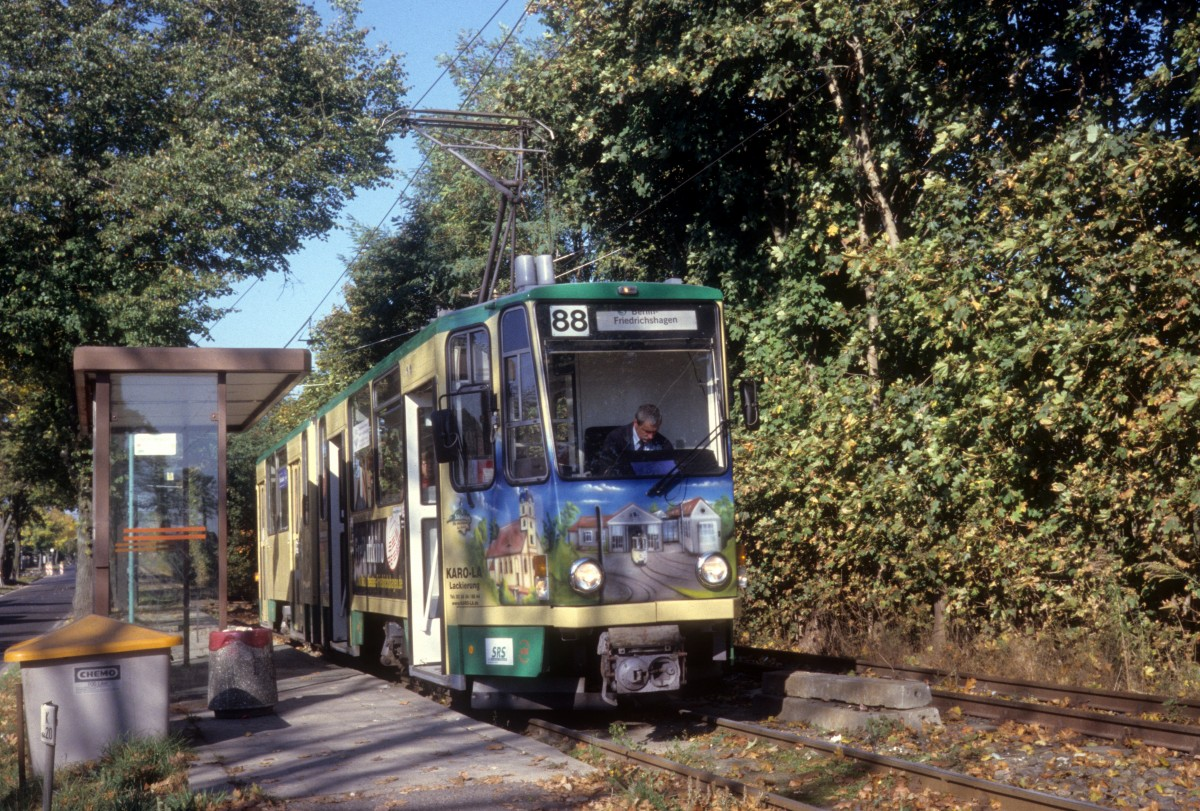
Alt-Rüdersdorf電停（2005年撮影）

2022年現在、シェーンアイヘ/リューダースドルフ軌道有限会社はベルリンSバーンやベルリン市電と接続し、シェーンアイヘやリューダースドルフを通る全長14.1 km、20の停留所を含む路線を運営している。同事業者はベルリン州やブランデンブルク州の各公共交通事業者と共にベルリン・ブランデンブルク運輸連合（VBB）に所属しており、「88号線」という系統番号が付けられている。運行間隔は20分（平日）を基本としているが、ラッシュ時は10分、オフピーク時や土・日曜には30 - 60分間隔となる。平日の利用客は1日平均3,400人を記録しており、近年は沿線の住宅地や観光客の増加に伴い利用客が増加傾向にある。
以下、88号線の電停を始めとする主要情報を記す。
| 電停名                    | 地域               | 接続交通機関                 | 備考・参考 |
| ------------------------- | ------------------ | ---------------------------- | ---------- |
| S-Bahnhof Friedrichshagen | ベルリン           | ベルリンSバーン ベルリン市電 |            |
| Brösener Straße           | ベルリン           |                              |            |
| Waldstraße                | シェーンアイヘ     |                              |            |
| Goethepark                | シェーンアイヘ     | 路線バス                     |            |
| Rahnsdorfer Straße        | シェーンアイヘ     |                              |            |
| Dorfstraße                | シェーンアイヘ     |                              |            |
| Dorfaue                   | シェーンアイヘ     | 路線バス                     |            |
| Schillerstraße            | シェーンアイヘ     |                              |            |
| Grätzwalde                | シェーンアイヘ     |                              |            |
| Jägerstraße               | シェーンアイヘ     | 路線バス                     |            |
| Kalkberger Straße         | シェーンアイヘ     |                              |            |
| Berghof-Weiche            | リューダースドルフ |                              |            |
| Berghof                   | リューダースドルフ |                              |            |
| Torellplatz               | リューダースドルフ |                              |            |
| Museumspark               | リューダースドルフ |                              |            |
| Marktplatz                | リューダースドルフ | 路線バス                     |            |
| Rathaus                   | リューダースドルフ |                              |            |
| Breitscheidstraße         | リューダースドルフ |                              |            |
| Marienstraße              | リューダースドルフ |                              |            |
| Alt-Rüdersdorf            | リューダースドルフ |                              |            |

## 車両
2025年現在、シェーンアイヘ/リューダースドルフ軌道に在籍する営業用車両は以下の通り。同年時点で平日ラッシュ時の一部を除き超低床電車および部分超低床電車が営業運転に使用されている。
- GT6 - 元はドイツ・ハイデルベルクの路面電車（ハイデルベルク市電（ドイツ語版））で使用されていたデュワグ製の2車体連接車（デュワグカー）。車両の近代化を目的として1990年代に複数の車両を譲受したが、バリアフリーに不向きな高床車という事もあり、2022年時点では両運転台車両（GT6Z）が2両（47、48）のみラッシュ時用および予備車として在籍していた。その後、これらの車両は事故により破損したため、残された車体を組み合わせる形で1両の両運転台車両が作られた。2025年7月時点でも在籍しているが、後継の超低床電車の導入により廃車が予定されている[5][6][7]。
- KTNF6 - 元はドイツ・コトブスの路面電車（コトブス市電）で使用されていた片運転台の3車体連接車。製造当初は高床式の2車体連接車（KT4）であったが、1990年代に低床式の中間車体が追加された経歴を持つ。2022年現在は4両が在籍するが、そのうち1両はコトブスからハンガリーのセゲド（セゲド市電）に譲渡されたものの使用されないままシェーンアイヘ/リューダースドルフ軌道に再譲渡された車両である[5][6][7][9][10]。
- アーティック -高床式車両の置き換えおよび2022年を目標とする全列車の低床化を目的に導入が行われた片運転台・3車体連接式の超低床電車。2018年から営業運転を開始した2両（51・52）はフィンランドの首都・ヘルシンキの路面電車（ヘルシンキ市電）からの譲渡車である一方[注釈 1]、2020年に導入された1両（53）はシェーンアイヘ/リューダースドルフ軌道にとって91年ぶりとなる完全な新造車両である。ただし2025年現在、この新造車両は事故により運用を離脱しており、同年時点では製造メーカーに返却された状態にある[5][6][7]。
- M6C-NF - ドイツのミュールハイム・アン・デア・ルールの路面電車であるミュールハイム市電から譲渡された、中間車体が低床構造になっている3車体連接式の部分超低床電車。2022年に2両（77、78）を譲受したが、1両（78）は事故により廃車されており、2025年時点で営業運転に使用されているのは1両（77）のみである[11]。
- MGT6D - ハイデルベルク市電に導入された、3車体連接式の部分超低床電車。全12両のうち6両が譲渡される事になっており、2024年から納入が開始されたが、最初に導入された1両は災害の影響で営業運転に就く事無く廃車され、予備部品供給用に使われている。一方、翌2025年からは納入が再開され、7月から営業運転を開始している。同月時点での在籍車両は3両（61、67、69）である[7][12]。

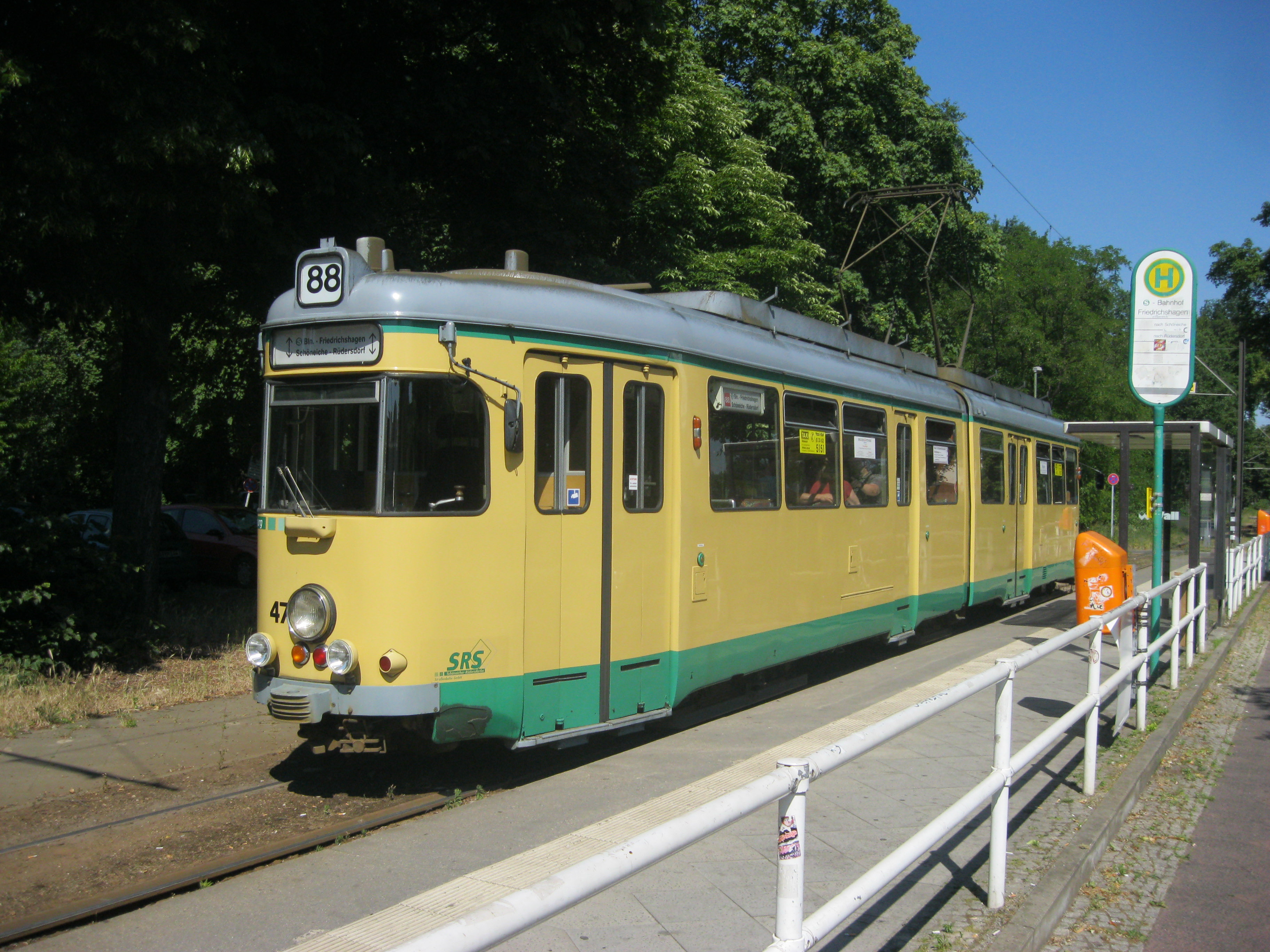
GT6（47）（2011年撮影）
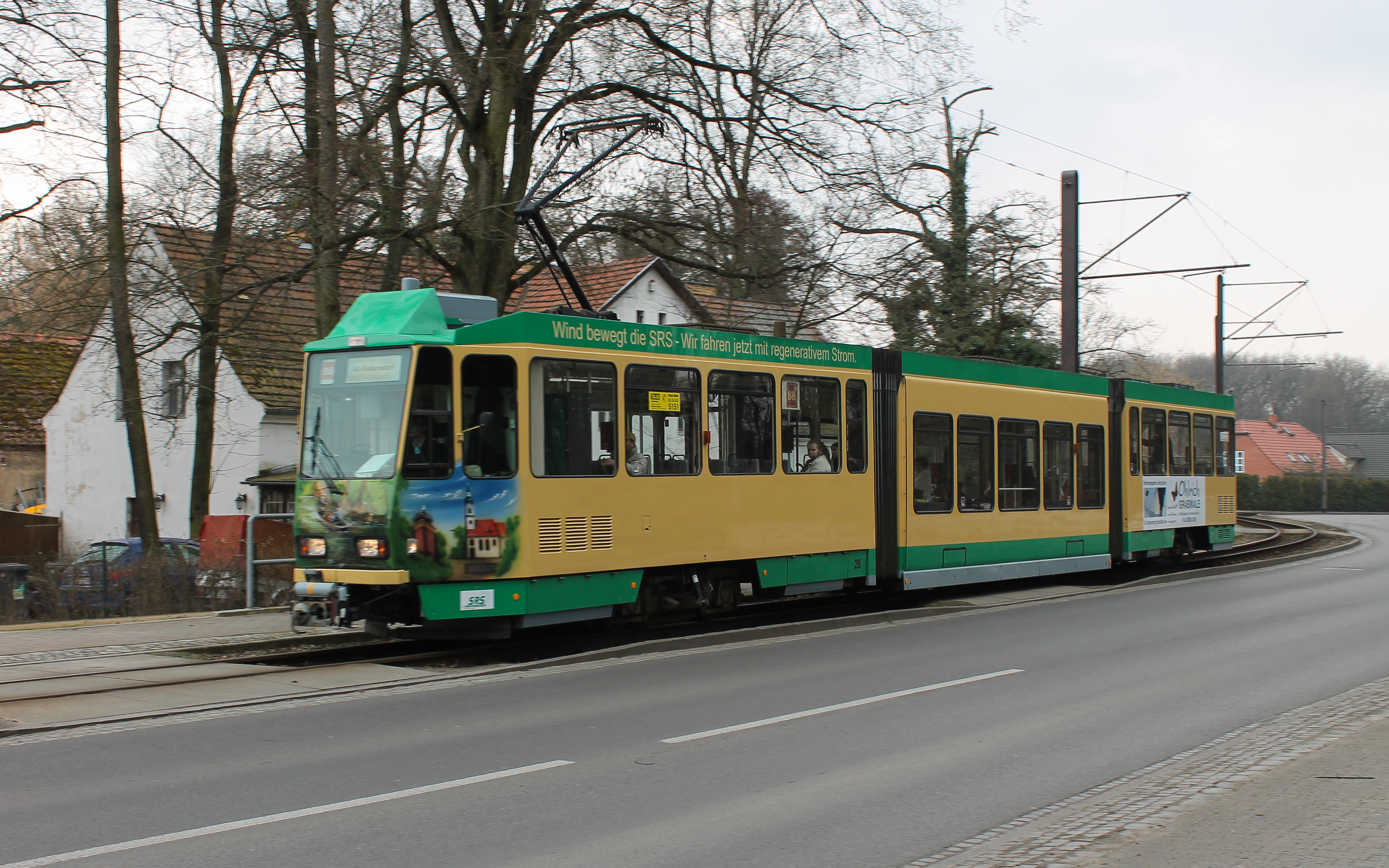
KTNF6（28）（2014年撮影）
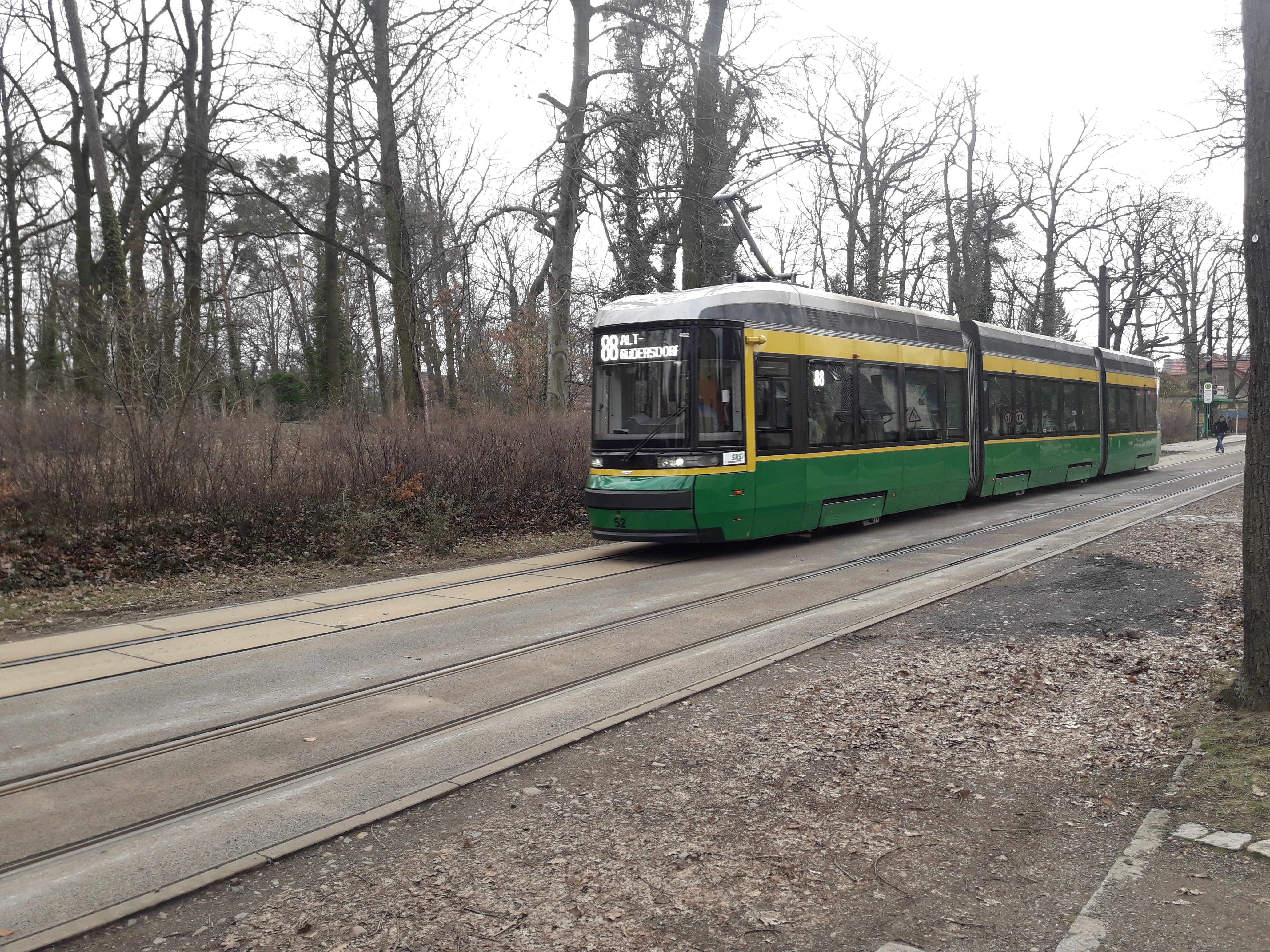
アーティック（52）（2019年撮影）
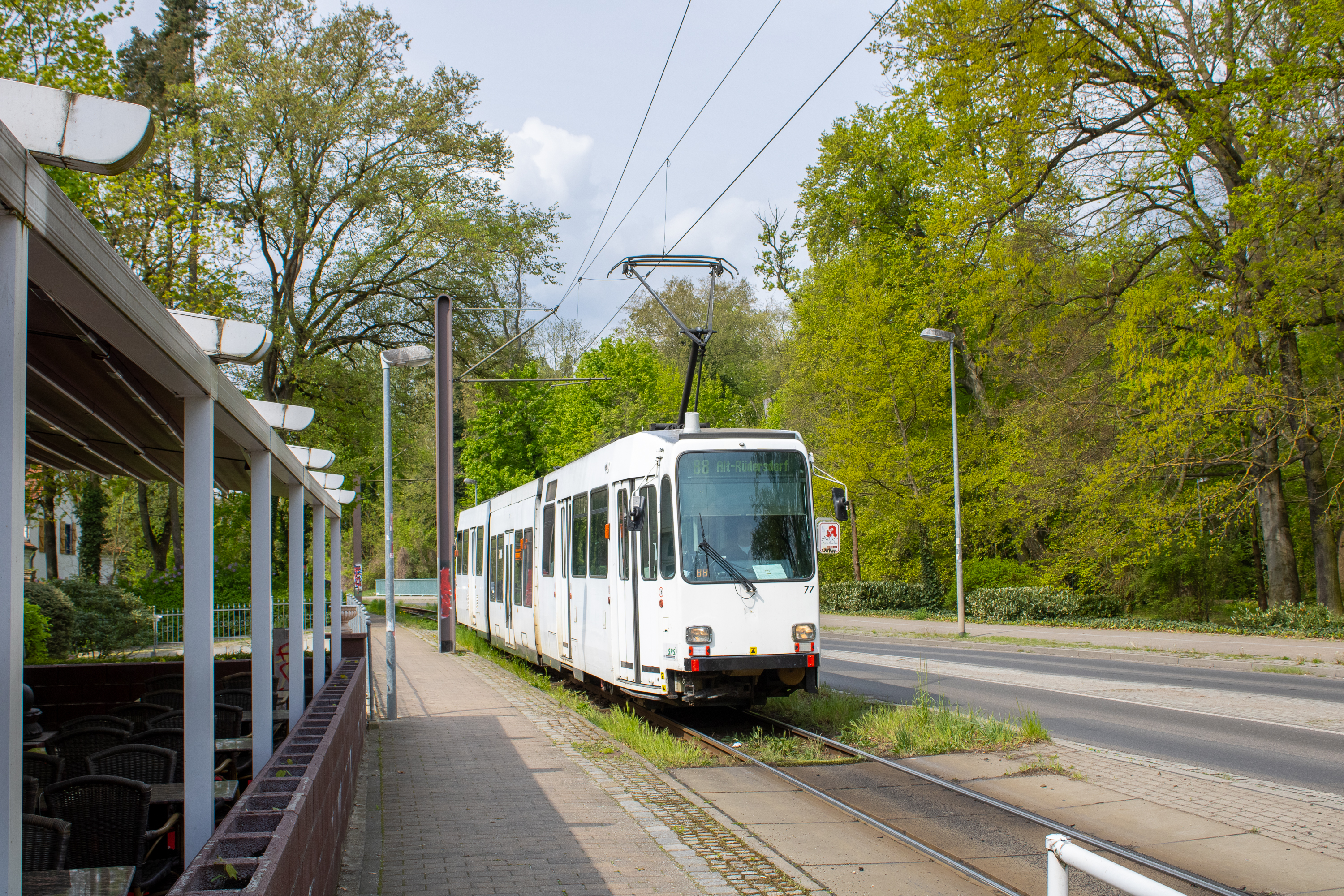
M6C-NF（77）（2025年撮影）